# إينسلي بينيت
إينسلي بينيت (بالإنجليزية: Ainsley Bennett)‏ هو منافس ألعاب قوى بريطاني، ولد في 22 يوليو 1954 في جامايكا.

## وصلات خارجية
- إينسلي بينيت على موقع الاتحاد الدولي لألعاب القوى (الإنجليزية)
- إينسلي بينيت على موقع أوليمبيديا (الإنجليزية)